# Metropolie Myra
Metropolie Myra je jedna z metropolií Konstantinopolského patriarchátu, nacházející se na území Turecka.

## Historie
Počátek christianizace ve městě Myra je doložen v apoštolské době kdy zde pobýval apoštol Pavel (Sk 27, 5 (Kral, ČEP)). Mučedník Nikandros z Myry je považován za prvního biskupa tohoto stolce. Později byl biskupský stolec povýšen na metropolii. Podle některých zdrojů je jako metropolita uváděn již svatý Mikuláš.
Metropolie postupně zanikla nástupem Osmanů k moci. Od roku 1575 bylo území zahrnuto do metropolie Pisidie a metropolita získal i titul Mirlikianský. Metropolie zanikla v období Maloasijské katastrofy.
Ve 20. století byl stolec obnoven jako titulární.
Současný titul metropolitů je; Metropolita Myry, hypertimos a exarcha Lýkie.